# Park Księcia Janusza
Park Księcia Janusza – park położony na warszawskiej Woli, u zbiegu ulic Księcia Janusza i Obozowej, zajmujący powierzchnię 8,8 ha.  Od północy ograniczony jest linią kolejową oraz trasą S8. Wschodnia część parku łączy się bezpośrednio z Laskiem na Kole. 

## Historia
Na początku XIX wieku na okolicznych polach i pastwiskach powstał obóz wojskowy, tzw. Powązkowskie Pole Wojenne, z placem ćwiczeń, koszarami i magazynami. W 1916 wzdłuż ulicy księcia Janusza została wyznaczona zachodnia granica Warszawy, a na przyłączonych do miasta gruntach wytoczono nowy odcinek Obozowej, przecinający ul. Księcia Janusza (zwaną wtedy Traktem Kiejsuta). W 1932 roku na terenie obecnego parku powstało miejskie osiedle dla bezdomnych złożone z 54 dwunastoizbowych drewnianych baraków. W sierpniu 1944 osiedle zostało spalone przez Niemców.

## Opis
Główne alejki parku są zorientowane w osi północ-południe. Na terenie parku znajduje się ogrodzony plac zabaw, boisko do piłki nożnej, siłownia plenerowa oraz stoły do gry w ping-ponga. W pobliżu ulicy Obozowej znajduje się górka saneczkowa. W 2018 roku ze środków z budżetu partycypacyjnego w parku powstał pumptrack - profesjonalny tor do jazdy na rowerze. W ramach budżetu partycypacyjnego założono również w 2019 łąkę kwietną o powierzchni 1000 m2. W północnej części parku znajduje się pasieka dla pszczół wraz z domkiem do apiterapii. Przy pasiece działa również ogródek społecznościowy Kołogródek.